# Пухасума
Пухасума (Пухасумас), Пу-Саррума (хетт. mPU-Šàr-(rù)-ma, PU.LUGAL-ma) — правитель Хеттского царства со столицей в городе Куссар (XVI век до н. э.).
Видимо, его следует отождествлять с PU-Šarruma, сыном Тудхалии, упомянутым среди ранних царей и царевичей в одном из поминальных списков.
Сын Тутхалии I. Преемник царя Кантуцилли. О его правлении ничего не известно В городе Санахвуитта Пухасума назначил своим преемником Лабарну I (своего сына, а, возможно, и своего зятя). Однако вельможи нарушили волю Пухасумы, и после смерти последнего, в обход завещания, возвели на трон государства его сына, Папахдилму (он же Павахтелмах).